# Tom Woods
Tom Woods (* 7. April 1953) ist ein ehemaliger US-amerikanischer Hochspringer.
1975 siegte er bei den Panamerikanischen Spielen in Mexiko-Stadt mit 2,25 m.
1975 wurde er US-Meister mit seiner persönlichen Bestleistung von 2,27 m, 1974 US-Hallenmeister und 1977 Neuseeländischer Meister. 1972 holte er für die Oregon State University startend den NCAA-Titel.